# かなりや
「かなりや」は、日本の童謡。作詞は西條八十、作曲は成田為三。雑誌『赤い鳥』では数々の童謡が掲載されたが、曲のついた童謡として初めて発表された作品である。この曲の発表以降、童謡詩に曲を付けて歌われることが一般化した。

## 作品解説
原詩である『かなりあ』は1918年（大正7年）の『赤い鳥』11月号に掲載された。『赤い鳥』の専属作曲家であった成田が詩に曲を付け、1919年（大正8年）5月号に『かなりや』と題名を改めて曲譜とともに掲載され、同年6月に開催された「赤い鳥」1周年記念音楽会でも歌われた。翌年の1920年（大正9年）6月には、成田が伴奏し、成田が勤務していた港区立赤坂小学校の高学年の女子児童によって構成された、赤い鳥社少女唱歌会会員の歌唱によるレコードが、日本蓄音機商会（日蓄）から発売された。日蓄の担当者（ディレクター）は森垣二郎。「茶目子の一日」と並んで、レコード化された童謡としては最初期の作品とされる。
細部に民謡の影響を感じさせる箇所はあるものの、全体としてフランス象徴詩の手法を用いてファンタジーの世界を構築した詩である。成田によって「流麗な旋律と不思議な透明感」が備わった曲は、最終節で明るい調子へと旋律が変化し、リズムも軽やかになる。
戦後になってからは英訳も行われ、「ロンドン･マーキュリー」(en:London Mercury)に詩が掲載された。また、1947年（昭和22年）、最後の国定教科書に採用された際には題名が『歌を忘れたカナリヤ』と改められ、「唱歌」となった。その後、1960年（昭和35年）まで、5年生の教科書を中心に掲載された。

## 作品成立の背景

### 『赤い鳥』への発表
当時の子供が歌う歌としては小学唱歌があったが、硬い語感のある歌詞や教訓的な内容は、子供の自然な感情から離れたものであった。そこで『赤い鳥』では、子供たちのための読物とともに子供のための歌として童謡が数多く発表された。
『赤い鳥』の主宰である鈴木三重吉は、掲載する作品を探していた際に、詩人の灰野庄平から八十の存在を教えられた。当時の八十が同人誌『仮面』に発表した詩『鈴の音』は、八十が関与しないところで第三者によって曲があてられ、学生たちの間で頻繁に歌われていた。そこで、鈴木は、神田の出版社の2階にある八十の自宅を直接訪れ、「新しい童謡をあなたにかいていただきたい」と依頼した。その依頼を受けた八十は『赤い鳥』に『忘れた薔薇』（童謡『薔薇』）を寄稿し、以降は1921年（大正10年）8月号までほぼ毎月、童謡を1編発表することとなった。
父の急死や兄の放蕩などによって財産を失った家族を支えるために株や商売などを始め、詩の創作を中断していた八十にとって、三重吉からの依頼は詩の創作へと再び戻る契機となったことを、1921年（大正10年）に発表した童話集『鸚鵡と時計』の序で述べているが、序では三重吉を「象牙の船と銀の櫂を添え、月夜の海に浮かべてくれた忘じき恩人」であると、『かなりや』の詞になぞらえている。

### クリスマスの追憶
「かなりや」の詞の背景には、子供の頃に麹町のある教会に連れて行かれたクリスマスの体験がある。会堂の中で、自分の真上にある電灯が1つだけ消えていたのを見た八十は、「ただ一羽だけ囀ることを忘れた小鳥」である「唄を忘れたかなりや」のような印象を受けたという。
翻訳の仕事にも協力していたことで、上野の不忍池付近のアパート（上野倶楽部）を借りて仕事に没頭出来るようになった八十は、生まれて数ヶ月の娘を抱いて上野公園近辺を歩いている際に、その記憶を思い起こして作品にしたが、詩を執筆するうちにその姿は八十自身であるように思えたと述べている。
しかし、約1年後の1919年（大正8年）9月号で童謡『たそがれ』を掲載した際に、『たそがれ』は1年前に滞在していた房州の海岸で創作し、『かなりや』と同じ時期に寄稿したと編集部からの断り書きがあることや、『たそがれ』と『かなりや』を書いたのは同じ日であると、八十も詩論『新しい詩の味ひ方』で書いていること、娘の誕生日と『赤い鳥』11月号の原稿締切日を考えると、上野近辺で着想を得たという説には異論を唱える人々もいる。

## 発表後の反響
当時はレコード自体が一般家庭に普及し始めたこともあり、レコードの発売によって多くの人々に知られるようになった。雑誌『童謡』の1922年（大正11年）3月号では、読者に日本各地で『かなりや』が歌われていることを伝えている。レコードの売れ行きは当時最も売れた流行歌を上回るほどだったという。
「唱歌にはない新しさを感じる」と後に川田正子は述べているが、従来の子供を対象にした歌に見られなかった新しさが、子供たちに新鮮な印象を与えることとなった。童謡詩人の小林純一は『日本児童文学』1951年（昭和26年）1月号で、この歌を初めて知った時の衝撃や、遠足の途中でこの歌を教えてくれた担任の教師に何度も歌うようにせがんだ体験を述べている。

## 歌碑
八十は各地で揮毫を頼まれると、必ずこの作品の最終節を書いていた。不忍池の付近にある歌碑にも、和歌山県紀伊勝浦の狼煙山にある歌碑にも、この作品の最終節が刻まれている。不忍池の歌碑は1960年（昭和35年）4月3日にサトウ・ハチローらによる「西条八十会」によって建立され、以後毎年4月3日に「かなりや祭」（カナリヤ祭）が開催されていた。